# 7 août 1946
Le mercredi 7 août 1946 est le 219e jour de l'année 1946.

## Naissances
- Alejandro Iaccarino, homme d'affaires argentin
- Gérard Girel, commissaire de police français
- John C. Mather, astrophysicien et un cosmologiste américain
- Kari Lahti, joueur finlandais de basket-ball
- L. Peter Deutsch, informaticien américain créateur de Ghostscript
- Mona Latif-Ghattas, écrivaine canadienne
- Norbert Métairie, homme politique français

## Décès
- Ferdinand Marian (né le 14 août 1902), acteur autrichien

## Événements
- le conservateur Mariano Ospina Pérez remporte les élections présidentielles en Colombie en raison des dissensions entre libéraux. Son gouvernement tente de purger de l’administration tous les libéraux, mais ceux-ci, majoritaires au Congrès, résistent par tous les moyens.